# Ergothérapie
 (septembre 2019).
 (août 2022).
Si vous disposez d'ouvrages ou d'articles de référence ou si vous connaissez des sites web de qualité traitant du thème abordé ici, merci de compléter l'article en donnant les références utiles à sa vérifiabilité et en les liant à la section « Notes et références ».
 (mai 2023).
L'ergothérapie (en anglais : Occupational Therapy ou OT) est une profession de santé.  En France, on parle de profession paramédicale qui vise la rééducation (via des activités thérapeutiques, pour augmenter les capacités de la personne) et la réadaptation (pour compenser les incapacités : préconisation d'aides techniques, technologiques, humaines).
L'objectif de l'ergothérapeute est de permettre la plus grande autonomie et la plus grande indépendance possible pour les personnes en situation de handicap (quel que soit le degré ou la nature de la situation de handicap : moteur, sensoriel, mental, cognitif, psychique).
L'ergothérapie vise, de manière plus générale, la promotion de la santé et du bien-être des individus et des communautés au travers de leurs occupations. Elle expertise également, à la suite d'un changement d’état de santé ou social (maladie, migration, emprisonnement, etc.), le rapport de la personne à ses occupations de vie, pour les réorganiser, les harmoniser ou les adapter afin qu'elles restent vectrices de santé.
L’ergothérapie soutient les personnes dans la réalisation de leurs occupations de vie ce qu'elles souhaitent ou doivent faire, en intervenant sur les habiletés de l'individu, ses occupations ou/et son environnement physique ou social.
L’ergothérapeute évalue le fonctionnement occupationnel d’un individu ou d’un groupe d’individus, dans un environnement spécifique, afin d’identifier si ce fonctionnement est compatible avec son état de santé. L’évaluation en situation de vie réelle ou simulée caractérise cette profession et permet d’agir sur les écarts entre les éléments observés et la perception de l’individu ou du groupe. L’ergothérapie propose 4 approches différentes et complémentaires d'intervention (adaptative, éducative, restauratrice et réhabilitation), en abordant l’ensemble des besoins de vie (soins personnels, productivité et loisirs).
S'intéressant à des individus de tous âges, ayant une problématique occupationnelle affectant leur santé, l’ergothérapie est actuellement largement exercée à titre salarié en institution (hôpitaux, soins de suite et de réadaptation, services d'aides et de soins à domiciles, institutions de longs séjours, institutions éducatives, etc.). La pratique privée/libérale se développe, notamment en pédiatrie auprès des populations DYS ou présentant des TND (troubles du neurodéveloppement).
L'ergothérapie joue un rôle primordial dans le maintien des occupations de vie dans le lieu de vie ordinaire tout en y intégrant une notion d’équilibre occupationnel à identifier et instaurer afin que ce maintien soit vecteur de santé et non préjudiciable à la santé.
Comme d'autres professions de santé, l’ergothérapie s’inscrit dans le parcours de santé, idéalement dans une approche collaborative avec l’ensemble des acteurs de ce parcours (usager et ses proches, professionnels de santé, sociaux, de la petite enfance, scolaires ou du travail, des loisirs, etc.).

## Définition
Selon l'OMS :
« L'ergothérapeute est un professionnel de santé qui fonde sa pratique sur le lien entre l'activité humaine et la santé. Il intervient en faveur d'une personne ou d'un groupe de personnes dans un environnement médical, social, éducatif et professionnel ».
- Il évalue les lésions, capacités, intégrités de la personne ainsi que ses compétences motrices, sensorielles, psychologiques et cognitives. Il analyse les besoins, les habitudes de vie, les facteurs environnementaux, les situations de handicap et pose un diagnostic ergothérapique.

- Il met en œuvre des soins, des interventions de prévention, d'éducation thérapeutique, de rééducation, de réadaptation, de réinsertion, de réhabilitation psychosociale et d'expression médiatisée, visant à réduire et compenser les limitations et altérations d'activités, développer, restaurer, maintenir l'indépendance, l'autonomie, l'implication sociale de la personne, le sentiment d'une identité personnelle et singulière.

- Il conçoit des environnements sécurisés, accessibles, adaptés, évolutifs et durables. Afin de favoriser l'implication de la personne dans son milieu de vie, il préconise des aides techniques, des aides humaines, des aides animalières, des assistances technologiques et des modifications matérielles. Il préconise et utilise des appareillages de série, conçoit et réalise de petits appareils provisoires, extemporanés et entraîne les personnes à leurs utilisations. Il peut accompagner les bénéficiaires des soins dans des activités d'inclusion sociale, d'engagement communautaire, d'intégration sociale et professionnelle.

## Domaines de pratiques
L'ergothérapeute effectue des prestations de rééducation et de réadaptation, contribuant ainsi au traitement des déficiences motrices et handicaps physiques (structures et fonctions selon la CIF). Il peut offrir aux patients un apprentissage pour acquérir une plus grande autonomie en recourant à différentes techniques ; il dispense également des conseils à la personne et à son entourage, en vue d'une meilleure intégration dans son environnement personnel, professionnel et social. L'ergothérapie se distingue ainsi par des procédés de rééducation environnement-dépendant, car le déficit, au-delà de résulter d'une lésion, peut, en parallèle au traitement de la lésion, être diminué ou supprimé dans certaines conditions environnementales.
En pédiatrie, l'ergothérapeute est à même d'effectuer la rééducation et la réadaptation des activités de l'enfant : activités de vie quotidienne (toilette, habillage, manipulation des couverts), activités scolaires (écriture, manipulation des outils scolaires, mise en place d'un matériel informatique si nécessaire, propositions d'aménagements).
En santé mentale (soin psychique, psychiatrie...), l'ergothérapeute propose des interventions avec des outils d'expression. Les personnes peuvent ainsi expérimenter de manière sûre des possibilités d'expression graphique, picturale ou encore d'écriture, pouvant leur permettre de donner un nouveau sens à leur vie, de découvrir et d'ancrer une autonomie psychique, de renforcer un sentiment d'identité plus conscient, singulier, personnel.  
L'ergothérapeute considère le patient de façon holistique en évaluant et intervenant autant sur ses occupations, son environnement et sa personne. Cela dans le but de permettre à la personne de se retrouver et de participer dans les activités significatives pour elle, de se sentir reconnu par lui-même et par les autres. Cette vision holistique entre en résonance avec l'évolution du paradigme global du soin, passant ainsi d'un modèle biomédical (pathologie-centrée) à une vision bio-psycho-sociale (personne-centrée). L'ergothérapeute gagne donc à rester centré sur les ressources personnelles de la personne (physiques et psychiques), les compétences et les capacités, plutôt que sur les problèmes, déficiences ou pathologies.
Prévention : l'ergothérapeute peut également agir dans l'entreprise pour adapter les postes de travail, et enseigner les gestes adéquats en lien avec l'activité professionnelle.
Prophylaxie : l'ergothérapeute contribue à l'éducation thérapeutique du patient, notamment dans le positionnement lors d'activités quotidiennes (soins personnels) ou dans des pratiques d'éducation à la santé. 

## Modèles conceptuels ou de pratique

### Modèles conceptuels
Les ergothérapeutes peuvent se référer à de nombreux modèles conceptuels interdisciplinaires, notamment pour pouvoir échanger sur leurs pratiques lorsqu'ils travaillent en équipe pluridisciplinaire. Ainsi des connaissances sur les symptômes cliniques sont nécessaires pour comprendre les prescriptions médicales et échanger lors des réunions de synthèse. Des connaissances sur les modèles psychologiques autour de la construction identitaire, sur les théories de la motivation ou de l'apprentissage, ou encore sur des modèles de communication, peuvent ouvrir aux ergothérapeutes des perspectives de compréhension de leurs pratiques qui sont très variées selon leurs lieux d'exercices et leurs compétences.  
L'un des principaux modèles utilisé en France pendant longtemps par les ergothérapeutes pour ancrer leur pratique a été celui de l'espace transitionnel de Donald Winnicott qui a permis, l'émergence des notions d'espace interne, externe et intermédiaire, l'un des grands axes de pensée des ergothérapeutes. La compréhension de ce qui se joue dans l'espace transitionnel (chez l'enfant) et de ce qui se passe dans l'espace intermédiaire (créatif, culturel, chez l'adulte) a permis aux ergothérapeutes de commencer à comprendre ce qui pouvait se jouer dans cet espace d'entre deux où la personne joue, créé, réalise des activités créatives, artisanales ou de vie quotidienne.
Nous pouvons donc considérer que cet auteur a largement initié la vision en triptyque : du patient au centre, de l'espace intermédiaire tout autour de lui, où se déroule l'activité, et enfin, dans le dernier cercle englobant les deux autres, son environnement personnel, humain, social, architectural. (cf. Jeu et réalité de D. W. Winnicott).

### Modèles de pratiques
- Le développement de la recherche en ergothérapie a conduit à la naissance des sciences de l'occupation. Ces sciences de l'occupation nous viennent principalement des pratiques américaines et canadiennes. L'ergothérapeute peut donc utiliser des modèles de pratique, comme le modèle de l'occupation humaine (MOH), le modèle canadien du rendement et de l'engagement occupationnels (MCREO), le modèle Personne-Environnement-Occupation-Performance (PEOP).

- Le modèle Kawa (en)[2]proposé par une équipe d'ergothérapeutes japonais, est quant à lui centré sur une métaphore très poétique de vie personnelle, vue comme une rivière avec ses méandres, ses obstacles, ses passages libres et faciles. La personne ayant dessiné sa rivière personnelle, peut ensuite exprimer son ressenti et son vécu, permettant ainsi de faire un point sur sa vie et son projet de vie. Ce modèle propose une pensée métaphorique très intéressante et peut nous conduire à aider les personnes en souffrance à trouver, peut-être, leur propre métaphore personnelle.

### Manuel du diagnostic en ergothérapie
Un petit guide du diagnostic a été établi par un collectif d'ergothérapeutes en 2017, commençant à poser les premiers jalons d'une pensée française dans un processus d'intervention global. Ce processus d'intervention global reste encore à définir, pour parvenir à un modèle d'intervention avec une vision plus ancrée dans notre philosophie française du soin, qui, si elle peut se relier à d'autres pensées, n'en reste pas moins ancrée dans une culture et une vision du soin particulière, celle du domaine d'une sécurité sociale collective, solidaire  et gratuite.

## Histoire
Dès 1800, Pinel, un des psychiatres novateurs, introduit la notion de travail comme une pratique ayant une valeur morale. Il libère les malades mentaux de leurs chaines et des travaux forcés. 
En France, selon Lucien Bonnafé, ce serait le psychiatre catalan François Tosquelles qui aurait introduit dans les années 1940 l'ergothérapie à la ferme de l'hôpital Saint-Alban. Il s'inspire en cela de l'ouvrage du médecin allemand Hermann Simon Soignés et soignants.

## Revues scientifiques en ergothérapie
Les revues scientifiques et professionnelles spécifiques à l'ergothérapie sont essentiellement anglophones, comme la Revue canadienne d'ergothérapie (en), l'American Journal of Occupational Therapy (en), le Scandinavian Journal of Occupational Therapy (en), Physical & Occupational Therapy in Pediatrics (en), Occupational Therapy in Health Care (en), le British Journal of Occupational Therapy (en), le Hong Kong Journal of Occupational Therapy ou l'Australian Occupational Therapy Journal. L'accès à la grande majorité de leurs articles est payant. Quelques revues gratuites et en libre-accès existent comme l’Open Journal of Occupational Therapy, les Cadernos de Terapia Ocupacional da UFSCar ou la Revista de Terapia Ocupacional da Universidade de São Paulo (en portugais) ou la Revista de Terapia Ocupacional Galicia (en espagnol).
Dans le monde francophone, les revues sont essentiellement des revues professionnelles, nationales et payantes, comme la revue de l'ANFE (ergOThérapies), la revue de l'ACE (Revue canadienne d'ergothérapie) ou la revue de l'association belge (Recueil Annuel belge francophone d'Ergothérapie). La Revue francophone de recherche en ergothérapie est pour sa part indépendante, gratuite et en libre-accès, mais elle est focalisée sur la recherche.

## Conditions générales d'exercice

### En France
En France, la profession d'ergothérapeute est réglementée par le Code de la santé publique (L4331-1 et R4331-1). Elle s'exerce sur prescription médicale. L'exercice de l'activité sous statut indépendant en France est limité dans la mesure où les actes d'ergothérapie ne font pas l'objet d'un remboursement par la Sécurité sociale, mais ces actes peuvent être remboursés par certaines mutuelles, et les maisons départementales des personnes handicapées. L'ergothérapeute peut prendre en charge des personnes ayant tout type de handicap. Les ergothérapeutes sont représentés au niveau national par l'Association nationale française des ergothérapeutes, l'ANFE et aussi par le SYNFEL pour les ergothérapeutes qui exercent en libéral.

### Au Québec
Au Québec, afin d'obtenir le titre d'ergothérapeute, il faut être membre de l'Ordre des ergothérapeutes du Québec (OEQ). Un permis est délivré par l'OEQ. L'ergothérapeute possède un titre réservé protégé par le code des professions du Québec.

### En Suisse
Il n'existe pas de cadre légal fédéral spécifique pour la pratique de l'ergothérapie en Suisse, mais les ergothérapeutes sont listés dans le registre national des professionnels de la santé . Par contre, il existe des législations cantonales qui exigent la détention d'une autorisation de pratique. L'ergothérapie est remboursée au niveau national par les assurances sociales et par l'assurance maladie de base, à condition que le traitement soit prescrit par un médecin. Les ergothérapeutes sont représentés par une association professionnelle unique, l'Association Suisse des Ergothérapeutes (EVS-ASE), qui regroupe les sections cantonales et régionales.

## Formation
Dans la plupart des pays européens, des études universitaires sont requises.

### En France
| \| Alençon Amiens Berck Bordeaux Cébazat Chambray · -lès-Tours Créteil Hyères Laval Les Mureaux Limoges Lyon Marseille Montpellier Mulhouse Nancy Paris Poitiers Rennes Rouen Saint-Sébastien-de-Morsent Toulouse \| Localisation des instituts de formation en ergothérapie français (excepté celui de La Réunion). |
| Alençon Amiens Berck Bordeaux Cébazat Chambray · -lès-Tours Créteil Hyères Laval Les Mureaux Limoges Lyon Marseille Montpellier Mulhouse Nancy Paris Poitiers Rennes Rouen Saint-Sébastien-de-Morsent Toulouse |

Le diplôme d'état d'ergothérapeute est délivré à l'issue d'une formation de 3 ans dans un institut de formation en ergothérapie. Il est reconnu comme un grade universitaire de licence et permet ainsi l'accès aux formations de niveau master, dans d'autres disciplines ou en ergothérapie (comme le master européen en ergothérapie ou le master en sciences de la santé avec orientation ergothérapie).
Il existe 26 instituts de formation en ergothérapie (IFE) en France, certains sont privés non lucratifs, d'autres publics.
L'entrée dans ces écoles, appelées « Institut de formation en ergothérapie », se fait par la plateforme Parcoursup.
En 2012, huit nouveaux instituts de formation en ergothérapie sont ouverts à : Mulhouse, Hyères, Tours, Limoges, Marseille, Saint-Denis (La Réunion) et Cébazat.
En septembre 2013, deux nouveaux instituts de formation en ergothérapie sont créés à Laval et Saint-Sébastien-de-Morsent. L'IFE de Rouen ouvre à la suite, en 2014. En 2015, une nouvelle école ouvre ses portes à Poitiers. 
En 2016, deux nouvelles écoles apparaissent à Toulouse et Amiens. 
Un nouvel institut voit le jour à Nevers en 2017. 
En 2018, le premier institut privé à but lucratif ouvre à Paris, à l'école d'ASSAS
La formation alterne entre cours (anatomie, physiologie, neurologie, traumatologie, cinésiologie, pathologie, psychologie, analyse d'activités, etc.) et stages pratiques (CHU, cliniques, associations, cabinets libéraux, centre de rééducation fonctionnel, SSIAD, etc.) et dure trois ans. La validation de 180 éléments de compétences (ECTS) permet d'obtenir le diplôme d'État du niveau licence.
Un ergothérapeute peut accéder au bout de quatre années d'exercice à une formation de cadre de santé, qui lui confère des compétences de gestion, de formation et de management d'équipe. Depuis la rentrée de 2021, un Master Santé en ergothérapie est proposé à l'UPEC. Il s'agit d'une formation à distance.
Un ergothérapeute doit, au cours de sa formation en France, valider des compétences qui lui permettront de parfaitement répondre aux attentes de sa profession. Ces compétences sont les suivantes :
1. Évaluer une situation et élaborer un diagnostic ergothérapique ;
2. Mener et concevoir un projet d'intervention en ergothérapie et d'aménagement de l'environnement ;
3. Mettre en œuvre des soins de rééducation, réadaptation, de réinsertion et de réhabilitation psychosociale ;
4. Concevoir et réaliser des orthèses provisoires, extemporanées, à visées fonctionnelles ou d'aide technique, adapter et préconiser des orthèses de série, des aides techniques et animalières et des assistances technologiques ;
5. Élaborer et conduire une démarche d'éducation et de conseil en ergothérapie et en santé publique ;
6. Conduire une relation dans le contexte d'intervention ergothérapique ;
7. Évaluer et faire évoluer la pratique professionnelle ;
8. Rechercher, traiter et analyser des données professionnelles et scientifiques ;
9. Coopérer avec les différents acteurs et organiser des activités ;
10. Former et informer.

### En Belgique
La profession d'ergothérapeute est accessible aux porteurs d'un diplôme de l'enseignement supérieur universitaire ou non universitaire. Actuellement 7 écoles offrent une formation en ergothérapie en français et 8 écoles en néerlandais. Les 15 écoles sont reconnues par la Fédération Mondiale des Ergothérapeutes (WFOT) et donnent le titre de « Bachelier en Ergothérapie » conformément aux normes européennes. Il ouvre l'accès aux formations de niveau master.

### En Suisse
Il existe 4 écoles en Suisse dont la Haute École de travail social et de la santé à Lausanne qui est une haute école spécialisée (HES). Pour se présenter au concours d'admission, il faut détenir une maturité professionnelle ou effectuer une année de propédeutique santé après avoir obtenu une maturité de type gymnasiale. La formation dure 3 ans. Le titre obtenu est un Bachelor of science. La formation peut être complétée par un Master of Science en Sciences de la santé, avec orientation ergothérapie délivré conjointement par la HES-SO et l'Université de Lausanne.
Il existe trois autres HES proposant une telle formation, la ZHAW à Winterthour et l'OST à Buchs en Suisse germanophone, ainsi qu'à la SUPSI (it)à Manno, en Suisse italophone.
Toutes les écoles suisses sont reconnues par la Fédération Mondiale des Ergothérapeutes (WFOT).

### Au Québec
La formation est de niveau universitaire et se donne à l'Université Laval (ville de Québec), à l'Université McGill (Montréal) à l'Université de Montréal (Montréal), à l'Université de Sherbrooke (Sherbrooke) et à l'Université du Québec à Trois-Rivières (UQTR).
Jusqu'à 2008, le niveau requis pour la pratique professionnelle était le baccalauréat. Depuis, l'exercice de la profession exige un diplôme de deuxième cycle (une maîtrise). Plusieurs universités offrent désormais le programme sous forme d'un continuum baccalauréat-maîtrise.
Le programme d'études porte en particulier sur les sciences fondamentales (sciences de l'occupation, anatomie, biomécanique, physiologie, psychologie). Il est également axé sur les méthodes d'évaluation et de traitements ergothérapiques dans le domaine de la médecine physique et de la psychiatrie chez une clientèle de tout âge.

### En Tunisie
L'École supérieure des sciences et techniques de la santé de Tunis (ESSTST) est l'unique école en Tunisie où l'on peut faire une formation d'ergothérapie. Cette formation a débuté durant l'année universitaire 2000-2001 qui donna naissance en 2004 à la première promotion de Techniciens supérieurs en ergothérapie. 
L'Association tunisienne d'ergothérapie est localisée à cette école depuis sa création en 2003.